# Battaglia di Aqaba
La battaglia di Aqaba (6 luglio 1917) venne combattuta per conquistare il porto di Aqaba (attuale Giordania) sul Mar Rosso, durante la rivolta araba contro i turchi Ottomani avvenuta nella prima guerra mondiale. Le forze d'attacco arabe guidate da Awda Abu Tayi, con la consulenza dell'ufficiale britannico Thomas Edward Lawrence ("Lawrence d'Arabia"), furono vittoriose sui difensori dell'Impero ottomano.

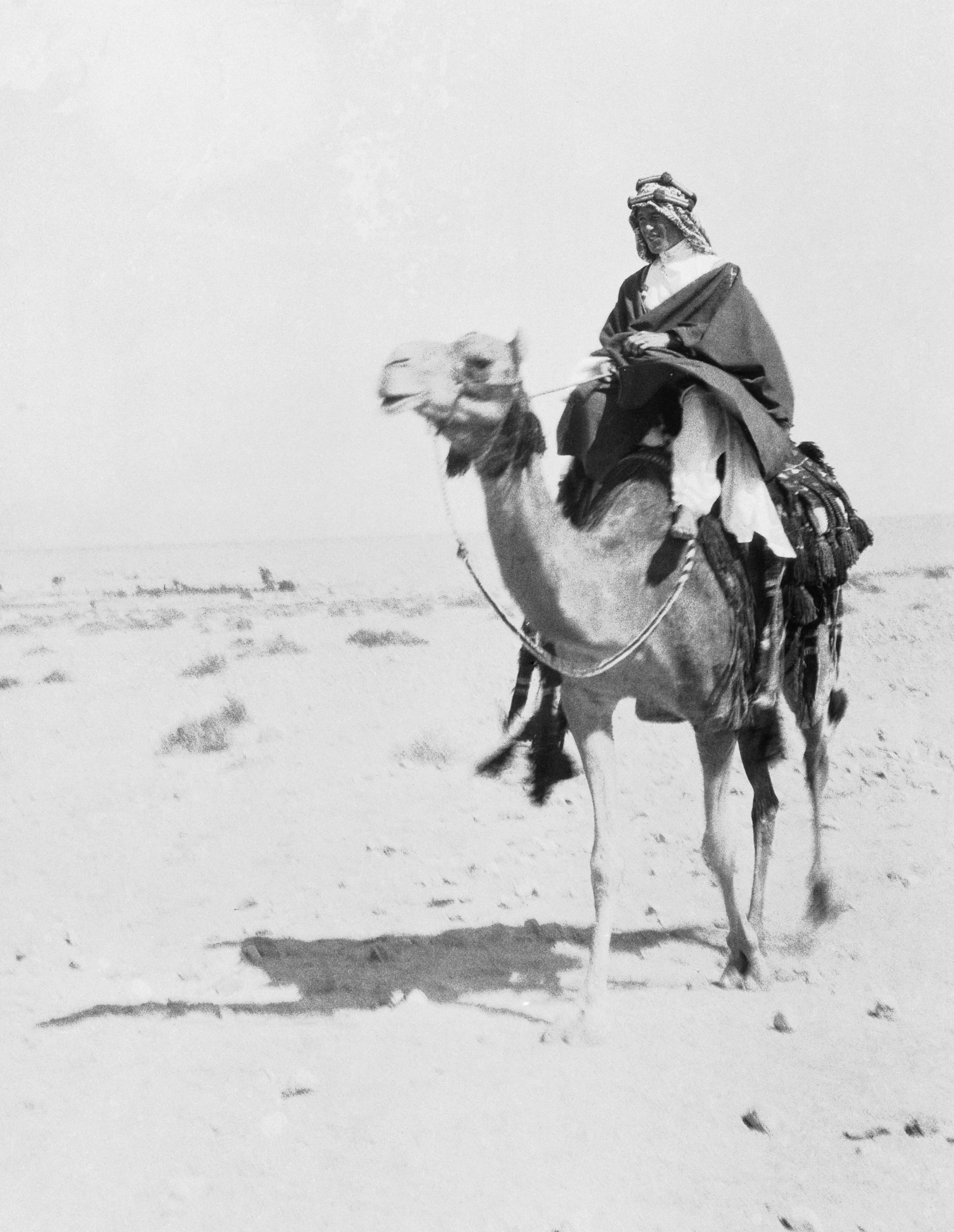
Thomas Edward Lawrence, noto come Lawrence d'Arabia

## Contesto strategico
"Il trasferimento verso Aqaba dalla parte degli arabi di Feisal non è al momento desiderabile...". lo aveva detto Gilbert Clayton, il responsabile britannico, a Lawrence. Ciò era dovuto al fatto che l'accordo noto come corrispondenza Husayn-McMahon era stata sostituita dall'Accordo Sykes-Picot, di diverso impatto. Lawrence tuttavia, decise di andare per la sua strada, senza seguire gli ordini dei suoi superiori. Lawrence la definì un'impresa privata, priva di sostegno britannico, poiché "Feisal ha fornito denaro, cammelli, scorte ed esplosivi".
Il viaggio di 600 miglia nel deserto fu guidato dallo Sceriffo Nasir, mentre Lawrence fu accompagnato da Nesib el-Bekri e Awda Abu Tayi, capo della tribù beduina Howeytat settentrionale. Quando si imbarcarono il 9 maggio 1917, la forza totale era di 45 uomini Howeytat e cammellieri Ageyl.
Aqaba è circondata da montagne a nord e ad est e collegata con l'interno dal Wadi Itm. La gola lunga e stretta poteva essere utilizzata dagli Ottomani per reprimere qualsiasi invasione britannica via mare, sebbene ciò non abbia impedito alla Royal Navy di bombardare il sito. Nel 1917, la guarnigione ottomana era cresciuta fino a 300 uomini (principalmente gendarmeria arabo-ottomana) dai 100 nel 1914. Secondo Neil Faulkner, "l'alto comando britannico era stato a lungo in ansia per Aqaba". I britannici temevano che un'Aqaba ottomana avrebbe minacciato il fianco di Archibald Murray, o che le incursioni ottomane potessero arrivare fino nel Sinai, o che potesse essere usata come base per i sottomarini tedeschi nel Mar Rosso.
Secondo T. E. Lawrence, "gli arabi avevano bisogno di Aqaba: in primo luogo, per estendere il loro fronte, che era il loro principio tattico; e, in secondo luogo, per collegarsi con i britannici". Lawrence dice anche: "Stavo lavorando con Auda Abu Tayi a una marcia verso l'Howeitat nei loro pascoli primaverili del deserto siriano. Da loro potremmo sollevare una forza di cammelli mobili e attaccare Aqaba da est senza pistole o mitragliatrici. L'est era il lato incustodito, la linea di minor resistenza, la più facile per noi."

## Battaglia e campagna

### Preludio
Newcombe e Lawrence riuscirono a ingannare l'esercito turco facendogli credere che il loro obiettivo fosse un attacco a Damasco e Aleppo, distogliendo quindi l'attenzione dal loro vero obiettivo. La spedizione iniziò a muoversi verso Aqaba a maggio. Persero tre uomini a causa degli attacchi dei serpenti nella regione di Wadi Sirhan, mentre Nuri Shaalan venne pagato 6 000 sterline in oro per aver usato Wadi Sirhan come base. Mentre si trovavano a Bair, Lawrence e Awda decisero di attaccare la linea ferroviaria nella zona di Dar'a, per convincere i turchi che la principale forza araba era ad Azraq nel Sirhan. Non trovando obiettivi adeguati nell'estremo nord, Lawrence e Zaal finirono per attaccare la stazione Atwi a sud di Amman, prima di tornare a Bair.

### Aba al Lasan e Aqaba
Tre clan Howeytat su Nagb el Shtar, il Dhumaniyeh, il Darausha e il Dhiabat, contribuirono allo sforzo di proteggere il passo di Aba el Lissan, lungo la strada Ma'an-Aqaba. I Dhumaniyeh attaccarono il fortino di Fuweilah al passo mentre le forze arabe sotto Awda e Lawrence attaccarono la guarnigione di Ghadir el Haj lungo la linea ferroviaria a sud di Ma'an, distruggendo dieci ponti. Tuttavia, i Dhumaniyeh non furono in grado di mantenere il controllo del passo quando un battaglione di soccorso turco al comando di Niaz Bey arrivò, occupando Aba el Lissan.
Awda guidò personalmente una carica di 50 cavalieri contro le truppe turche il 2 luglio, mentre 400 cammellieri al comando di Nasir e Lawrence si unirono al loro fianco. Il risultato fu di 300 vittime turche e solo 160 prigionieri, mentre gli arabi subirono due morti. Lawrence rimase quasi ucciso in azione dopo aver sparato accidentalmente al suo cammello alla testa con la sua pistola. Awda fu colpito da sei proiettili, che distrussero i suoi occhiali da campo, la fondina e il fodero; ma rimase illeso.

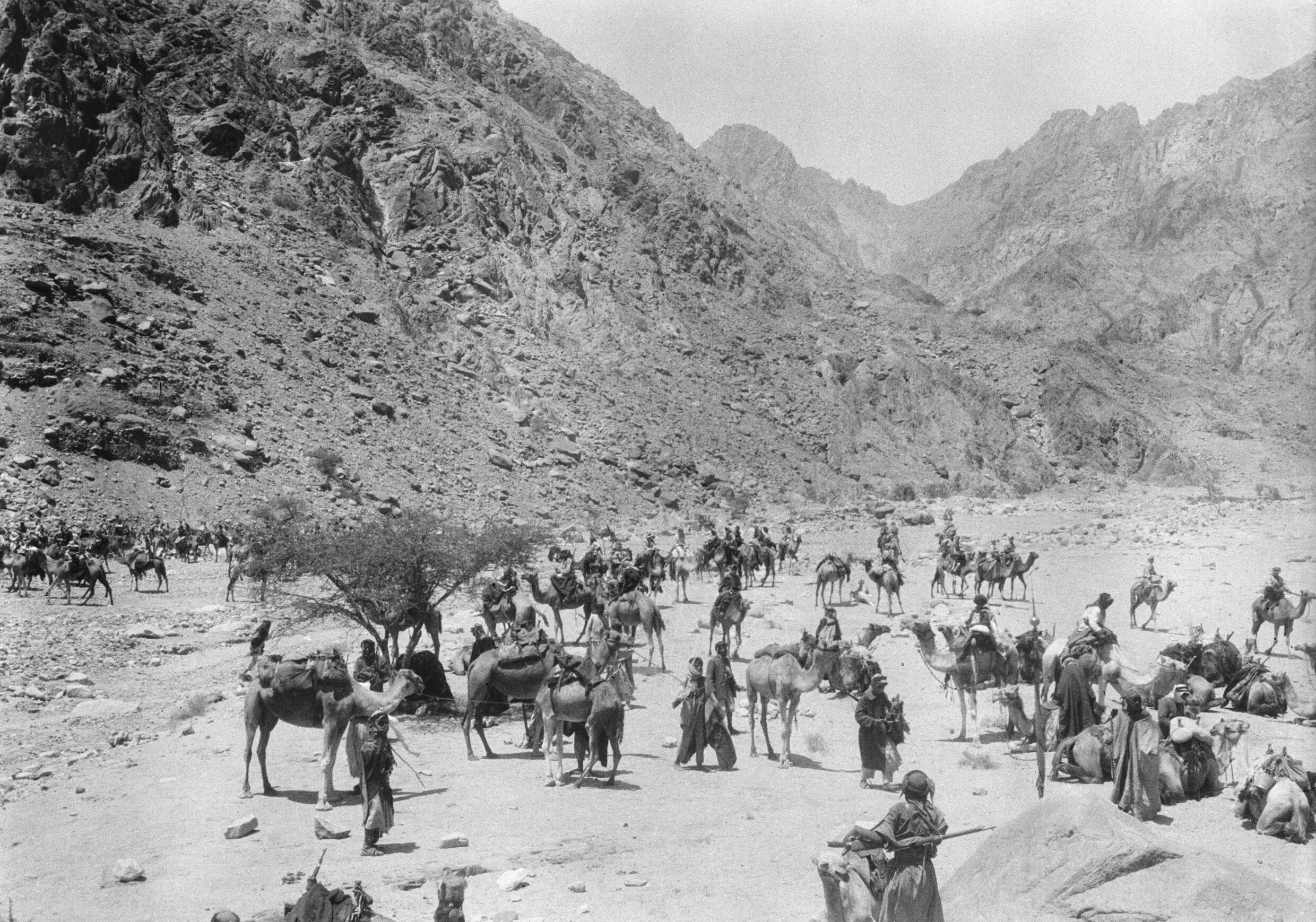
Discussione sui termini di resa, 5 luglio

Sulla strada per Aqaba c'erano altre tre postazioni turche: Guweira, Kethera e Khadra. Guweira venne catturata dallo Sceicco ibn Jad quando arrivarono Awda e Lawrence, e i 120 soldati di quella guarnigione turca furono fatti prigionieri. Kethira fu catturata la notte del 4 luglio, aiutata da un'eclissi lunare. Khadra, alla foce dell'Itm, e la sua guarnigione di 300 uomini si arresero il 6 luglio. Quattro miglia più avanti, Aqaba e il mare erano ora aperti.

## Conseguenze

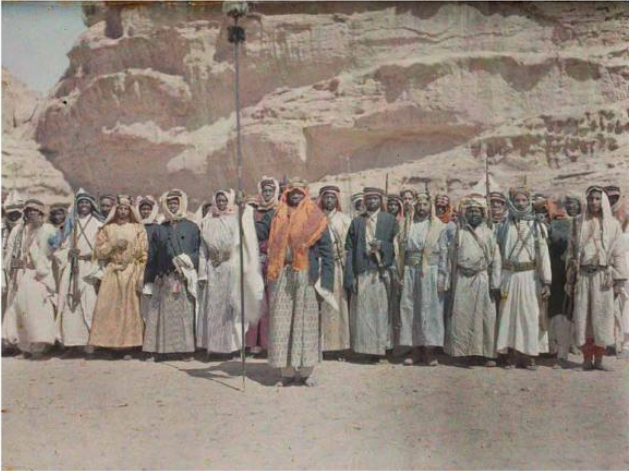
Combattenti arabi ad Aqaba il 28 febbraio 1918. Fotografia a colori autocromatica.

Le forze arabe erano aumentate a 2 000 Howeytat alla fine dello scontro e avevano fatto 700 prigionieri, inclusi 42 ufficiali. Awda stabilì una postazione avanzata a Guweira con 600 membri del suo clan, che mantennero per il mese e mezzo successivo, tempo sufficiente per consolidare la conquista di Aqaba, anche se gli ottomani furono in grado di riprendere Abu al-Lissan e Fuweilah. Avamposti arabi furono stabiliti anche a Petra Nabatea, Delagha e Batra, lungo gli altopiani di Ma'an.
Lawrence, accompagnato da altri otto, viaggiò per 160 miglia attraverso la penisola del Sinai attraverso il passo di Mitla fino a Suez, in 49 ore. Alla stazione di Ismailia, Lawrence convinse Burmester e l'ammiraglio Wemyss a inviare l'HMIS Dufferin ad Aqaba con del cibo, riportando i prigionieri durante il viaggio di ritorno. Lawrence prese poi un treno per Il Cairo. Al Cairo, Lawrence fece rapporto a Clayton e poi ad Allenby, da cui Lawrence chiese armi, rifornimenti, 16 000 libbre immediate in oro per pagare i debiti contratti e altri 200 000 sovrani per sostenere i suoi piani di minacciare le comunicazioni nemiche con Gerusalemme. Allenby promise a Lawrence di fare ciò che poteva, e successivamente disse a Robertson, "...anche il parziale successo del piano del capitano Lawrence potrebbe seriamente disorganizzare le comunicazioni ferroviarie turche a sud di Aleppo, mentre il suo completo successo potrebbe distruggere efficacemente la sua unica arteria principale di comunicazione..."
Aqaba divenne un importante deposito della Royal Navy, fornendo e trasportando le forze di Faysal al suo arrivo il 23 agosto, mentre l'HMS Euryalus e poi l'HMS Humber sorvegliavano il porto. Una pista di atterraggio fu costruita a Kuntilla; e il 4 agosto il Royal Flying Corps stava bombardando Ma'an, Abu al-Lissan e Fuweilah, integrando i continui attacchi di Awda alla ferrovia dell'Hejiaz. Secondo Lawrence, "Nei quattro mesi successivi i nostri esperti di Akaba hanno distrutto diciassette locomotive. Il viaggio divenne un terrore incerto per il nemico."

## Nella cultura di massa
La campagna e la battaglia sono state rappresentate nel film Lawrence d'Arabia, anche se con alcune libertà creative prese.